# Jean-Baptiste-Zacharie Bolduc
Pour les articles homonymes, voir Bolduc.
Mgr Jean-Baptiste-Zacharie Bolduc (30 novembre 1818 - 8 mai 1889) est un prêtre et un prélat d'honneur québécois connu pour ses efforts missionnaires en Oregon et pour ses travaux auprès des malades dans le diocèse de Québec.
Né à Saint-Joachim-de-Montmorency, le 30 novembre 1818, de Joachim Bolduc et de Madeleine Lessard, il fit ses études à Québec et fut ordonné dans sa paroisse natale, le 22 août 1841. 
En 1841-1842, il part en route pour l'Oregon par le cap Horn, où il demeure de 1842 à 1850. Il fit un voyage sur l'île de Vancouver en 1843. Il est curé de Willamette dans le même état  de 1844 à 1850.  Il est au séminaire de Québec en 1850-1851. 
Vicaire à Saint-Roch de Québec de 1851 à 1867, il est ensuite aumônier de l'hôpital de la marine à Québec de 1851 à 1867 et de l'asile de Beauport de 1851 à 1889. De 1867 à 1889, il est procureur de l'archevêché de Québec. 
Il est nommé prélat domestique du pape en 1886. Auteur d'une Mission de la Colombie en 1844, il est décédé à Québec, le 8 mai 1889 à l'âge de 70 ans.